# Pietro Giuseppe Roda
Giuseppe Roda, nome completo Pietro Giuseppe Roda (Racconigi, 27 maggio 1821 – Torino, 15 dicembre 1895), è stato un architetto del paesaggio italiano.
Giardiniere, disegnatore, architetto di giardini nonché insegnante di arboricoltura ed autore di pubblicazioni, assieme al fratellastro maggiore Marcellino è considerato un significativo esponente della tradizione piemontese ottocentesca dell'arte dei giardini.

## Biografia

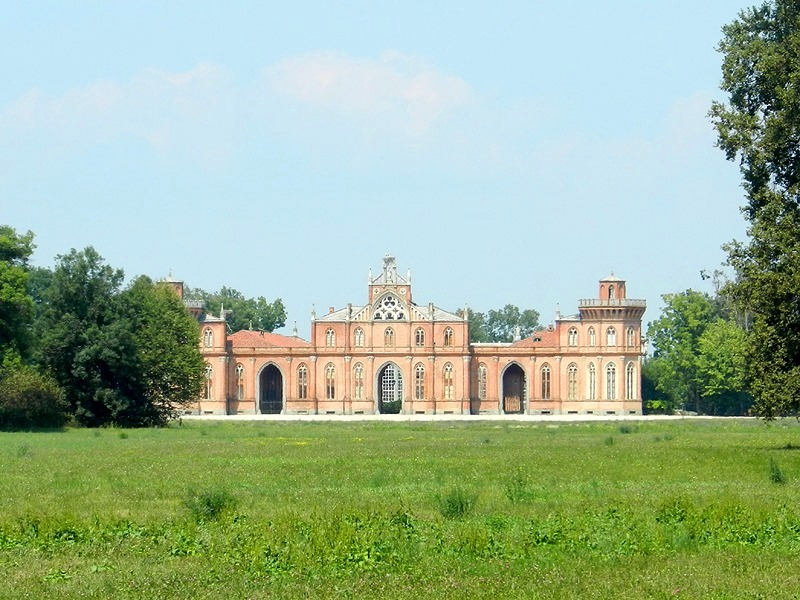
Parco del Castello di Racconigi, cascina della Margaria, campo lungo dell'esterno

Nacque da Stefano Giuseppe, un giardiniere al servizio di Casa Savoia-Carignano presso i giardini del parco del Castello di Racconigi, e da Angela Maria Roberto terza moglie di quello.
All'epoca il castello viveva un periodo di fioritura perché dimora prediletta di Carlo Alberto di Savoia che, asceso al trono, la designò "Villa Reale" nell'agosto del 1832, volle un programma di ampliamenti e trasformazioni radicali dell'intero complesso e vi mantenne la corte per lungo tempo. Il parco ed i giardini erano diretti da Xavier Kurten, che li andava rinnovando in "stile romantico inglese".
Come per Marcellino anche la formazione di Giuseppe fu sempre sostenuta dalla casa reale, in accordo con l'intento del sovrano di circondarsi di dirigenti e tecnici di alta professionalità e di formazione internazionale. Compì gli studi base e frequentò a Torino la Scuola comunale del Disegno ed Ornato condotta dal professor Pietro Palmieri. Dalla primavera del 1840 all'estate del 1841, insieme a Marcellino, frequentò l'Accademia di Brera, per formarsi nel disegno e nell'arte del paesaggio. Dall'autunno del 1841 all'estate del 1843 i due fratelli poterono compiere un grand tour d'istruzione teorico-pratica in vari paesi d'Europa per studiare sul campo le forme, le tecniche e le tecnologie utilizzate all'estero nell'arte dei giardini. Soggiornarono in Veneto, in Austria, in Germania, nei Paesi Bassi, in Inghilterra ed in Francia, tornando al castello di Racconigi nei mesi estivi per adempiere ai propri compiti durante il soggiorno dei reali.

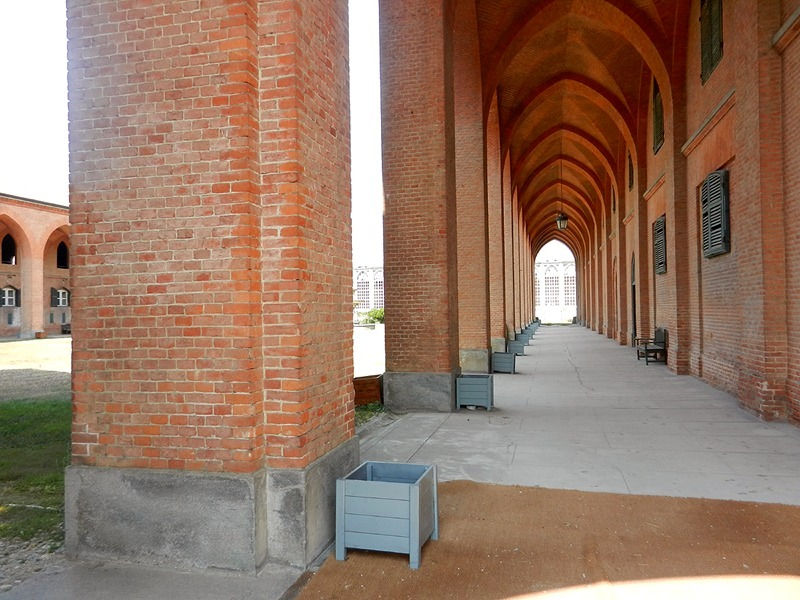
Parco del Castello di Racconigi, cascina della Margaria, prospettiva del portico della corte

Nel gennaio del 1843, mentre i due si trovavano ancora in Inghilterra, Giuseppe fu nominato "aiutante al giardiniere capo dei Reali Giardini" e Marcellino divenne "giardiniere capo" in sostituzione del Kurten ormai scomparso. Dopo il rientro a Racconigi essi si trasferirono dalla città al castello, dove presero dimora nel grande complesso agricolo della Margaria situato ai margini nord occidentali del parco. Qui i fratelli Roda vissero e svolsero la loro attività principale fino a tutti gli anni Cinquanta. Proprio da quel decennio i due fratelli iniziarono a realizzare anche giardini di residenze private in varie regioni del Settentrione e si cimentarono nella scrittura di pubblicazioni.

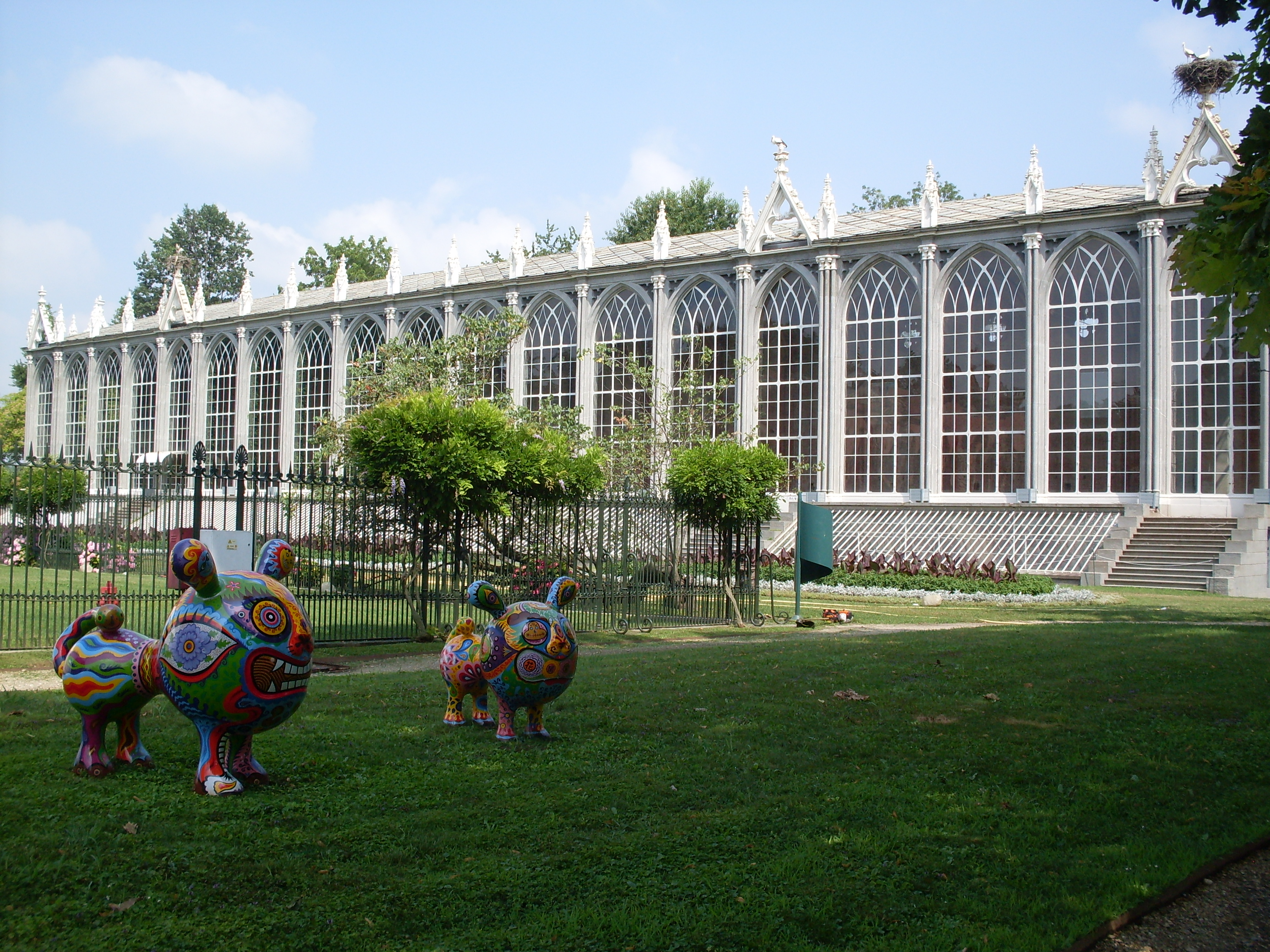
Parco del Castello di Racconigi, complesso della Margaria, la serra

Nel 1857 Giuseppe fu nominato "disegnatore dei Reali Giardini" e nel 1860 divenne "giardiniere capo dei Reali Giardini", in sostituzione del fratello che l'anno precedente era passato alla "Direzione della Regia Amministrazione dei Beni della Corona" della città di Monza. Infine nell'ottobre del 1863 fu nominato "direttore del Reale Giardino di Racconigi".
Conservò l'incarico fino al 1870 quando iniziò il pensionamento, ma continuò a collaborare con il parco reale di Racconigi fino a tutti gli anni Ottanta. Dopo il pensionamento trasferì la residenza a Torino in via Thesauro 2, abitazione che condivise con il fratello, ed avviò un'intensa e duratura attività privata aiutato inizialmente da Marcellino e successivamente dai figli Giuseppe e Leonardo che aveva avuto dalla moglie Luigia Francia. Realizzò molte commesse in varie regioni d'Italia e si spinse fino in Portogallo.
Si spense all'età di settantaquattro anni a Torino nella residenza di via Thesauro 2.

## Opere
L'attività professionale di Giuseppe si mescola in buona parte con quella di Marcellino, con il quale condivise per l'intera vita passioni e talenti. I fratelli Roda sono considerati, nella tradizione piemontese, significativi esponenti di quelle generazioni di tecnici che nell'Ottocento, secolo di decadenza dell'arte del giardino, raccolsero le competenze estetiche e di progettazione che erano state proprie degli artisti nei secoli precedenti.

### Il parco reale di Racconigi

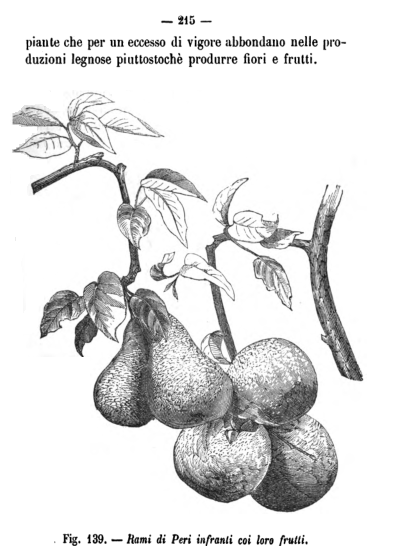
Disegno e testo dei fratelli Roda

Qui dal 1843, dopo la scomparsa del Kurten, Giuseppe e il fratello maggiore si trovarono immersi nel programma generale di ampliamenti e innovazioni del complesso del castello voluti dal sovrano.
Fin dall'inizio vi parteciparono in modo propositivo. Collaboravano con gli architetti e gli artisti incaricati delle costruzioni valutando e proponendo, affinché le costruzioni relative al parco risultassero efficienti per gli scopi botanici ai quali erano destinate. Le loro attività principali si svolgevano nell'area della Margaria, situata nell'angolo nord occidentale del parco, dove i lavori di rinnovamento procedevano già dal 1835. Applicavano le conoscenze teoriche e pratiche acquisite nei soggiorni all'estero, mostrando la loro predisposizione alla sperimentazione di nuove tecnologie, nuove colture ed alla decorazione. Come nella "serra gotica per anans e fiori", dotata di un moderno sistema di riscaldamento, che fu il risultato di studi sulle serre e sui loro sistemi di riscaldamento avviati già prima del grand tour in Europa. Essa apriva al parco reale la possibilità di coltivare adeguatamente nuove specie alloctone. Come nei nuovi "giardini a fiori e a frutta", ideati da Marcellino, che insieme alla serra videro sbocciare tante nuove specie di fiori rari e frutti esotici. Essi divennero il vanto del parco e acquistando fama a livello europeo.
Dal 1860 Giuseppe succedette al fratello maggiore nel ruolo di capo giardiniere. Anche dopo il pensionamento continuò a seguire l'evoluzione del parco fino a tutti gli anni Ottanta. Oltre alle attività di manutenzione seguì numerosi lavori di variazione sia nel parco che nei giardini ideati dal fratello.

### Altri giardini
Dal 1870 Giuseppe iniziò una intensa stagione di attività privata. Avviò uno stabilimento orticolo: la "ditta Fratelli Roda", aiutato inizialmente dal fratello, ma che presto condusse con l'aiuto dei suoi figli. Successivamente fondò la "ditta Giuseppe Roda e figli", che era specializzata in un ampio numero di opere come ricorda il catalogo. Tra l'altro nel 1884 la ditta partecipò alla Esposizione Nazionale di Torino e vinse una medaglia d'oro. Con essa realizzò oltre trecento lavori in varie città dell'Italia Settentrionale e Centrale e anche all'estero: molti giardini pubblici, parchi di residenze reali e di ville private.
Si ricordano di seguito alcuni lavori.
- Il Giardino Margherita a Piacenza. Nel 1856 il comune di Piacenza aveva ricevuto in dono dal conte Giacomo Costa una parte del giardino della villa di famiglia. Tra il 1881 ed il 1888 Giuseppe fu chiamato a curarne la trasformazione da giardino privato in parco pubblico. Lo ridisegnò secondo lo "stile inglese", diffuso in Italia dall'inizio del secolo, creando un nuovo paesaggio ricco di scorci suggestivi, effetti ed artifici destinati a stimolare i sensi e l'interesse dei cittadini che vi avrebbero passeggiato. Il parco fu ampliato e dotato di nuovi viali, complessi di aiuole, boschetti, sistemi di illuminazione a gas. Furono eliminati diversi elementi preesistenti come il laghetto, le grotte i ponticelli. Nel 1893 il parco fu intitolato alla regina Margherita.[15]
- L'Orto dei Gesuiti a Roma. Nel 1887 Giuseppe curò il progetto per la trasformazione dell'Orto in giardino pubblico, su commessa del Ministro della Real Casa. I lavori relativi furono eseguiti a partire dall'anno successivo, ma la mancanza di finanziamenti protrasse i tempi di realizzazione e costrinse il progettista a ridimensionare alcune sue soluzioni.[16]
- Il Parco del palazzo reale di Ajuda in Portogallo. Giuseppe fu chiamato alla corte di Luigi I dalla consorte Maria Pia di Savoia, figlia di Vittorio Emanuele II, che era stata sua allieva di botanica in gioventù. Lì curò il parco del palazzo reale di Ajuda ed anche un parco pubblico.[6]

## Pubblicazioni

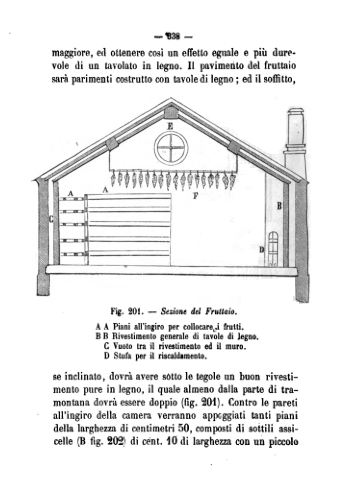
Sezione di fruttaio, disegno dei fratelli Roda

Dagli anni Cinquanta i due fratelli si dedicarono alla scrittura di pubblicazioni di vario genere: dai trattati agli opuscoli agli articoli. Per un elenco delle opere pubblicate come coautori si rimanda all'apposita sezione.

Giuseppe pubblicò anche i seguenti titoli:
- Giuseppe Roda e Giambattista Panizzardi, Vivai di viti coltivati sotto la direzione dei signori Cav. Giambattista Panizzardi e Cav. Giuseppe Roda, Torino, Tip. e Lit. Foa, 1870,  p. 23.[17]
- Giuseppe Roda, Manuale pratico sulla forzatura delle principali piante fruttifere, coltura forzata anticipata e ritardata della vite, del pesco, dell'albicocco, del ciliegio, del fico, del lampone e della fragola, Torino, Unione Tipografico-Editrice, 1896,  p. 190.[18]
- Giuseppe Roda e figli, Progetti e costruzioni di parchi, giardini e frutteti, serre, rocce artificiali, chalets svizzeri, capanne ed oggetti utili e decorativi del giardinaggio, Torino, 1894.[18]

Catalogo a stampa della "ditta Giuseppe Roda e figli"

## Onorificenze
Ormai celebre fu nominato Cavaliere e Commendatore.
Insieme al fratello fu socio corrispondente di diverse accademie e società europee: la Reale Accademia di Agricoltura di Torino (della quale divenne poi membro ordinario e professore di arboricoltura), l'Accademia Economica Agraria dei Georgofili di Firenze, l'Accademia di Orticoltura di Gand, la Società di Orticoltura della Gironda, l'Accademia Nazionale di Rouen.